# نیکون کولپیکس اس۳۱۰۰
نیکون کولپیکس اس۳۱۰۰ (به انگلیسی: Nikon Coolpix S3100) یک دوربین عکاسی کامپکت ساخت شرکت نیکون است.